# 索姆朗斯
索姆朗斯（法語：Sommerance，法語發音：[sɔmʁɑ̃s]）是法国阿登省的一个市镇，属于武济耶区。

## 地理
索姆朗斯（49°19'43"N, 4°59'11"E）面积5.18 平方千米，位于法国大東部大區阿登省，该省份为法国北部内陆省份，西接埃纳省，南至马恩省，东临默兹省，北与比利时接壤。
与索姆朗斯接壤的市镇（或旧市镇、城区）包括：埃克塞尔蒙、弗莱维尔、朗德尔和圣乔治、圣朱万、罗马涅苏蒙福孔。

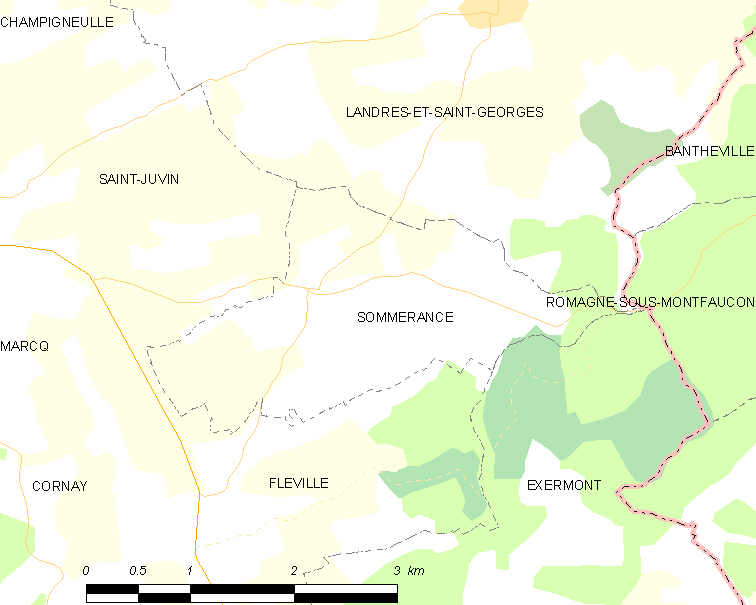
索姆朗斯的OSM定位图

索姆朗斯的时区为UTC+01:00、UTC+02:00（夏令时）。

## 行政
索姆朗斯的邮政编码为08250，INSEE市镇编码为08425。

## 政治
索姆朗斯所属的省级选区为阿蒂尼县。

## 人口

1962-2008年间索姆朗斯人口变化图示

索姆朗斯于2022年1月1日时的人口数量为48人。